# Pentti Eskola (lekkoatleta)
Pentti Kalervo Eskola (ur. 16 lipca 1938 w Vesilahti) – fiński lekkoatleta, skoczek w dal, medalista mistrzostw Europy z 1962.

## Kariera
Zdobył brązowy medal w skoku w dal na mistrzostwach Europy w 1962 w Belgradzie, za Igorem Ter-Owanesianem ze Związku Radzieckiego i swym kolegą z reprezentacji Rainerem Steniusem. Stenius i Eskola uzyskali ten sam wynik – 7,85 m. Startował na igrzyskach olimpijskich w 1964 w Tokio, ale odpadł w kwalifikacjach. Na kolejnych mistrzostwach Europy w 1966 w Budapeszcie Eskola zajął 7. miejsce.
Zwyciężył w mistrzostwach nordyckich w 1963, a w 1965 zajął 2. miejsce (za Steniusem).
Był mistrzem Finlandii w skoku w dal w 1963 i mistrzem w hali w 1966.
Pięciokrotnie poprawiał rekord Finlandii w skoku w dal doprowadzając go do wyniku 8,04 m (4 lipca 1963 w Helsinkach). Był to pierwszy rezultat fińskiego skoczka powyżej 8 metrów.